# Владимир Визе
Владимир Юлиевич Визе (на руски: Владимир Юльевич Визе) е руски полярен изследовател, океанолог, член-кореспондент на АН СССР (1933), член на Националното географско дружество на САЩ и Норвежкото географско дружество.

## Биография

### Произход и младежки години (1886 – 1912)
Роден е на 21 февруари 1886 година в Царско село, (сега град Пушкин) край Санкт Петербург, Русия. След завършване на гимназия отива в Германия, където слуша лекции в университетите в Гьотинген и Хале. През 1910 се връща в Русия, става преподавател във Физико-математическия факултет на Петербургския университет и се отдава на изучаването на Арктика. През лятото на същата година провежда първото си научно пътешествие в Арктика – на Колския п-ов, като извършва маршрутни картирания и събира материали по геологията и етнографията на района.

### Арктически експедиции (1912 – 1934)
В периода 1912 – 1934 извършва множество арктически експедиции, като се занимава с физико-географските особености на Арктика.
През 1912 – 1914 в качеството си на географ участва в експедицията на Георгий Яковлевич Седов към Северния полюс на кораба „Свети Фока“. Провежда измервания на дълбочината, определя солеността на водата, наблюдава времето и ветровете. Експедицията не успява да достигне полюса и провежда тежко зимуване на Земя на Франц Йосиф, по време на което провежда физико-географски изследвания на архипелага. Седов решава да продължи пеша към полюса и остава Визе за началник на експедицията, която той завръща успешно в родината след смъртта на Седов.
През 1921 – 1922 възглавява океанографска експедиция в Карско море на кораба „Таймир“.
През 1923 – 1924 взема участие в работата на хидроложкия отряд, който построява първата хидроложка обсерватория на Нова Земя.
През 1928 на ледоразбивача „Малигин“ участва в търсенето на авариралия дирижабъл „Италия“ на Умберто Нобиле на север от Шпицберген. Пръв започва да съставя краткосрочни ледови прогнози, които в скоро време намират широко практическо приложение в полярните плавания.
През 1929 на ледоразбивача „Седов“ посещава архипелага Земя на Франц Йосиф, след това организира първата полярна станция в залива Тикси, недалеч от устието на Лена.
През 1930 на ледоразбивача „Седов“, с началник Ото Юлиевич Шмид, изследва северната част на Карско море. Отново посещава архипелага Земя на Франц Йосиф и оттам експедицията се отправя към Нова Земя. След изследването на част от крайбрежието на Нова Земя, „Седов“ продължава на североизток, където по изчисленията на Визе шест години по-рано, в зависимост от движението на ледове би трябвало да се намира остров. Изчисленията му се потвърждават и по време на плаването са открити няколко острова.
През 1932 – 1933 е заместник началник (началник е отново Ото Шмид) на експедицията на ледоразбивача „Сибиряков“, който преминава от Архангелск до Тихия океан за една навигация, а след това през Йокохама и Суецкия канал на 7 март 1933 се завръща в Мурманск.
От 13 юли до 22 септември 1934 на ледоразбивача „Литке“ с капитан Николай Михайлович Николаев, Визе в качеството си на научен ръководител на експедицията отново без аварии преминава по Северния морски път за една навигация, но този път от изток на запад – от Владивосток до Мурманск.

### Научна дейност (1934 – 1954)
След приключване на полевите си изследвания през 1934 г., Визе се отдава на кабинетна научна дейност, с която се занимава до края на живота си. Взема активно участие в подготовката и организацията на първата полярна дрейфуваща станция в Северния ледовит океан, проведена през 1937 – 1938, и възглавявана от Иван Дмитриевич Папанин.
За срок от три години Визе написва повече от 150 научни трудове по океанография, метеорология, геофизика, история на изследването на полярните страни и около 320 научнопопулярни статии, рецензии и реферати.
През последните години от живота си се занимава с педагогическа дейност като професор в Ленинградския университет.
Умира на 19 февруари 1954 година в Ленинград на 67-годишна възраст.

## Памет
Неговото име носят:
- залив Визе (75°39′ с. ш. 63°47′ и. д. / 75.65° с. ш. 63.783333° и. д.) на Карско море, на източното крайбрежие на Северния остров на Нова земя;
- залив Визе (75°05′ с. ш. 60°33′ и. д. / 75.083333° с. ш. 60.55° и. д.) на Карско море, на източното крайбрежие на Северния остров на Нова земя;
- ледник Визе на остров Грийли в архипелага Земя на Франц Йосиф
- ледник Визе (76°24′ с. ш. 65°15′ и. д. / 76.4° с. ш. 65.25° и. д.) на Северния остров на Нова земя;
- нос Визе (76°28′ с. ш. 64°59′ и. д. / 76.466667° с. ш. 64.983333° и. д.) на западното крайбрежие на Северния остров на Нова земя;
- нос Визе (65°02′ ю. ш. 95°45′ и. д. / 65.033333° ю. ш. 95.75° и. д.) на Земя Кралица Мери в Антарктида;
- нос Визе на северозападния бряг на остров Болшевик в архипелага Северна земя;
- нос Визе (80°20′ с. ш. 55°24′ и. д. / 80.333333° с. ш. 55.4° и. д.) на северния бряг на остров Брейди в архипелага Земя на Франц Йосиф;
- остров Визе (79°30′ с. ш. 76°54′ и. д. / 79.5° с. ш. 76.9° и. д.) в северната част на Карско море;
- научноизследователския кораб „Професор Визе“ (1967).

## Трудове
- Международный полярный год, 2 изд., Л., 1932;
- Основы долгосрочных ледовых прогнозов для арктических морей, М., 1944;
- На „Сибирякове“ и „Литке“ через ледовитые моря. Два исторических плавания 1932 и 1934 гг., М. – Л., 1946;
- Моря Советской Арктики, 3 изд., М. – Л., 1948.